# Öndörhangaj járás
Öndörhangaj járás (mongol nyelven: Өндөрхангай сум) Mongólia Uvsz tartományának egyik járása. Területe 4600 km². Népessége kb. 4200 fő.
Székhelye Dzsargalan (Жаргалан), mely 268 km-re délkeletre fekszik Ulángom tartományi székhelytől.